# David Hain
David Hain (* 6. August 1981) ist ein deutscher Videospielredakteur, Webvideoproduzent und Filmkritiker. Auf YouTube betreibt er den deutschsprachigen Kanal BeHaind. Er erlangte Bekanntheit als Redakteur und Moderator bei GIGA.

## Karriere

### Zeit vor GIGA
Nachdem er sein Studium der Medieninformatik an der Beuth Hochschule für Technik Berlin (heute Berliner Hochschule für Technik) abgebrochen hatte, wandte sich Hain der Videospielbranche zu. Er arbeitete drei Jahre lang als Redakteur bei digital-movie.de, 2008 kümmerte er sich bei gamona.de um den Bereich der Videospiele und Kinofilme. Einige Zeit später wechselte er zu funload.de, wo er erneut als Spieleredakteur arbeitete.

### GIGA
Nachdem die ECONA AG GIGA am 1. März 2011 übernommen hatte, wechselte David Hain von funload.de zu GIGA und wurde Chefredakteur. Wenige Monate nach der Übernahme des Konzerns legte Hain jedoch die Rolle des Chefredakteurs ab und arbeitete als Leiter der Videoredaktion. Obwohl er noch unregelmäßig Artikel und Tests für den Gamesbereich schrieb, war er seit der Kooperation GIGAs mit dem YouTube-Netzwerk Mediakraft hauptsächlich für den Videoinhalt der Games-Sparte verantwortlich. Zusätzlich zu der Videoarbeit für GIGA.de wurde Hain bereits mehrfach zu größeren und kleineren Specials in der YouTube-Szene eingeladen, so etwa zum Live-Format Last Man Standing, an dem neben Hain auch andere Webvideoproduzenten wie Gronkh, Sarazar oder PietSmiet mitwirkten.
Im September 2013 trennten er und GIGA sich. Er beklagte die Gleichschaltung der Inhalte hin zum Massenmarkt und eine Gestaltung, die besonders auf die kurze Aufmerksamkeitsspanne heutiger Jugendlicher ziele. Seine Kündigung sowie die Gründe sollten anfangs unerwähnt bleiben, da befürchtet wurde, dass GIGA einen Klickzahlschwund erleiden und sich die Zuschauer solidarisch mit David Hain erklären und von GIGA abwenden könnten. In der 132. Episode von Radio GIGA vom 4. Oktober 2013 kündigte er seinen Abschied vom Spielemagazin an. Als Grund für den Abschied nannte Hain sein sinkendes Interesse an geschriebenem Journalismus und den Wunsch nach einem eigenen Projekt. In den GIGA News am darauffolgenden Tag war er zum letzten Mal als fester Videoredakteur zu sehen.

### YouTube-Kanal
Nach seinem Abschied von GIGA gründete David Hain am 25. September 2013 seinen YouTube-Kanal BeHaind. Dort veröffentlicht er Videos, in denen er sich mit Filmen und Videospielen beschäftigt; beispielsweise Top- und Floplisten und Jahresrückblicke, in denen er alle für ihn persönlich relevanten Neuerscheinungen zusammenfasst. Neben seinem Hauptkanal führt er zusammen mit Fabian Siegismund einen zweiten Kanal namens Sieg Hain. Auf diesem sind zwar keine Videos veröffentlicht, er hat dennoch mehr als 30.000 Abonnenten. Er war drei Mal für den deutschen Webvideopreis nominiert und gewann ihn zweimal. In Folge seiner Kritik am Webvideopreis hat er diesen im April 2018 beim Umzug entsorgt. Sein Kanal BeHaind gehört dem Netzwerk We Are Era an.

### Mitarbeit in anderen Projekten

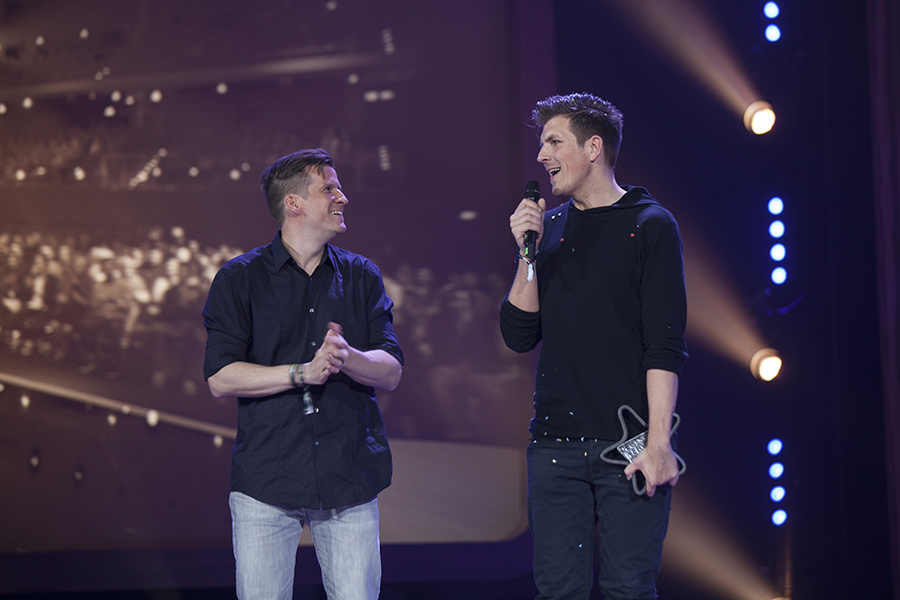
Fabian Siegismund (l.) und David Hain (r.) beim Webvideopreis 2015

Vom 13. März bis 5. November 2015 moderierte Hain zusammen mit Fabian Siegismund wöchentlich die Sendung Let’s Play Together, die live auf MyVideo, YouTube und Twitch ausgestrahlt wurde. Zudem moderierte er die dritte Ausgabe des Events Last Man Standing, ebenfalls wieder mit Fabian Siegismund, am 8. August 2015. Seit dem 15. August 2015 unterstützte er den Kanal DoktorFroid bei der wöchentlich erscheinenden Sendung 1080 NerdScope, die seit 2017 pausiert.
Auf dem Internetsender RTL II You wurde sein Format Hainspiel ausgestrahlt.
Seit dem 2. September 2016 moderiert er auf YouTube das Format #PrimeTalks, welches sich mit Serien und Filmen auf Amazon Video beschäftigt und von Amazon veröffentlicht wird.
Regelmäßig ist er in Produktionen des YouTubers HandOfBlood vertreten. In einem Making-of-Video wurde unter anderem verraten, dass David Hain all seine Stunts selbst tätigt.
Ab Januar 2018 diskutierte Hain mit Robin Blase im Podcast Lästerschwestern über Themen, die die Influencer-Welt bewegen. Am 29. August 2020 gab er bekannt, dass er am Podcast nicht mehr weiter teilnehmen wird.
Auch trat er häufiger in Videos auf dem YouTube-Kanal Tinseltown auf, auf dem er sein eigenes Format Film ABC sowie diverse Essays und sonstige Videos veröffentlichte.
Seit Februar 2020 hat er ein monatlich erscheinendes Format Firsts auf dem Kanal gTV_DE. In diesem Format behandelt er verschiedene Features aus Videospielen und findet heraus, welches Videospiel dieses Feature als erstes verwendet hatte.
Seit Februar 2021 führt er mit Robert Hofmann den Podcast Zwei wie Pech & Schwafel, in dem sich beide mit zeitaktuellen Filmen und Serien sowie anderen Neuigkeiten aus der Filmwelt auseinandersetzen. Zwei Jahre später wurde bekannt, dass Hain seit Februar 2023 vom Online-Marketing-Unternehmen Instinct3 vermarktet wird.

## Privates
Hain heiratete im Juni 2024 die Schauspielerin Karolin Oesterling, mit der er seit 2020 eine Beziehung führt.

## Auszeichnungen
| Jahr | Auszeichnung            | Nominierung | Für                                          | Resultat  |
| ---- | ----------------------- | ----------- | -------------------------------------------- | --------- |
| 2014 | Deutscher Webvideopreis | FYI         | Wie wird man Spieleredakteur – Es geht los!  | Nominiert |
| 2015 | Deutscher Webvideopreis | Gaming      | Sieg Hain! The Trailer                       | Gewonnen  |
| 2016 | Deutscher Webvideopreis | Journalism  | Das erstaunliche Leben des Fabian Siegismund | Gewonnen  |
| 2016 | 1 Live Krone            | Video-Krone | YouTube – Eine Beschandsaufnahme             | Nominiert |
| 2017 | Deutscher Webvideopreis | Opinion     | Kommentarkultur im Netz                      | Nominiert |

## Veröffentlichungen
- David Hain: Fakt ab! Die unglaublichsten Geschichten aus der Welt des Films. Plötz & Betzholz, Berlin 2017, ISBN 978-3-96017-002-0.